# (metionina sintasi) reduttasi
La (metionina sintasi) reduttasi è un enzima appartenente alla classe delle ossidoreduttasi, che catalizza la seguente reazione:
2 (metionina sintasi)-metilcob(I)alamina + 2 S-adenosilomocisteina + NADP+ ⇄ 2 (metionina sintasi)-cob(I)alamina + NADPH + H+ + 2 S-adenosil-L-metionina
Nell'uomo, l'enzima è una flavoproteina contenente FAD ed FMN. Il substrato dell'enzima è la forma inattiva del Co(II) della metionina sintasi (numero EC 2.1.1.13). Gli elettroni sono trasferiti dal NADPH al FAD od al FMN. Difetti in questo enzima portano alla iperomocisteinemia ereditaria.